# Lázně Kynžvart

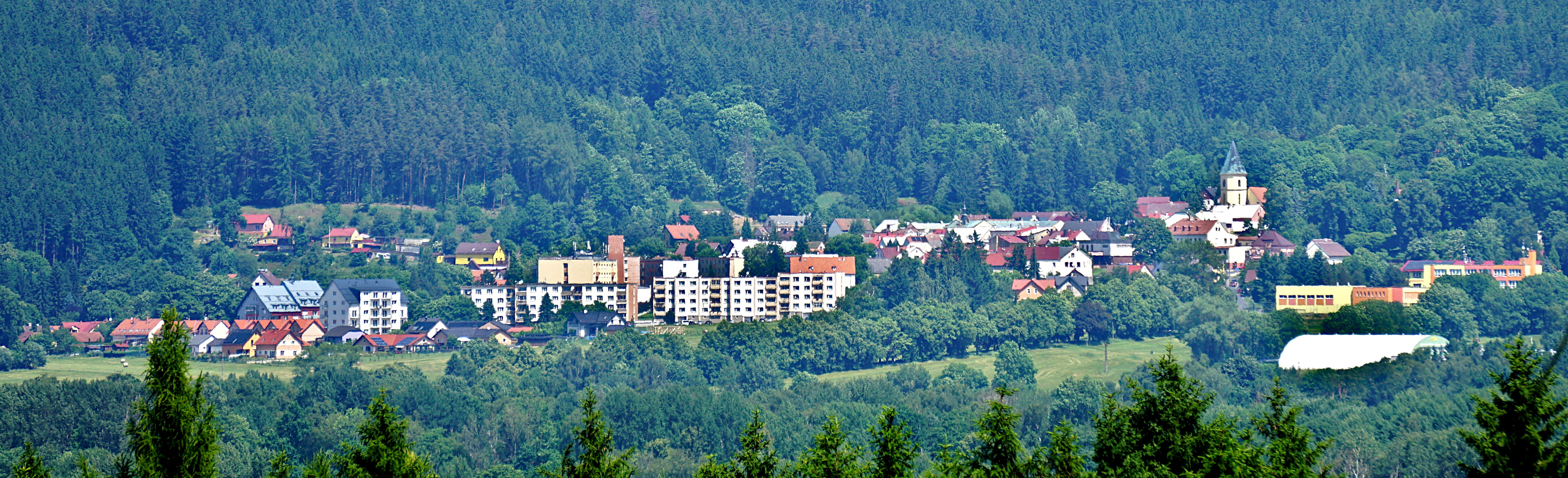
Blick auf Bad Königswart

Lázně Kynžvart (deutsch Bad Königswart) ist eine Stadt zu Füßen des Kaiserwaldes im tschechischen Okres Cheb.

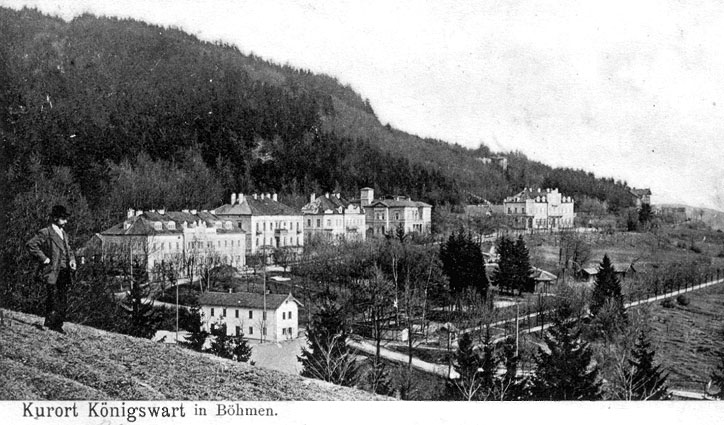
Bad Königswart im Jahr 1903

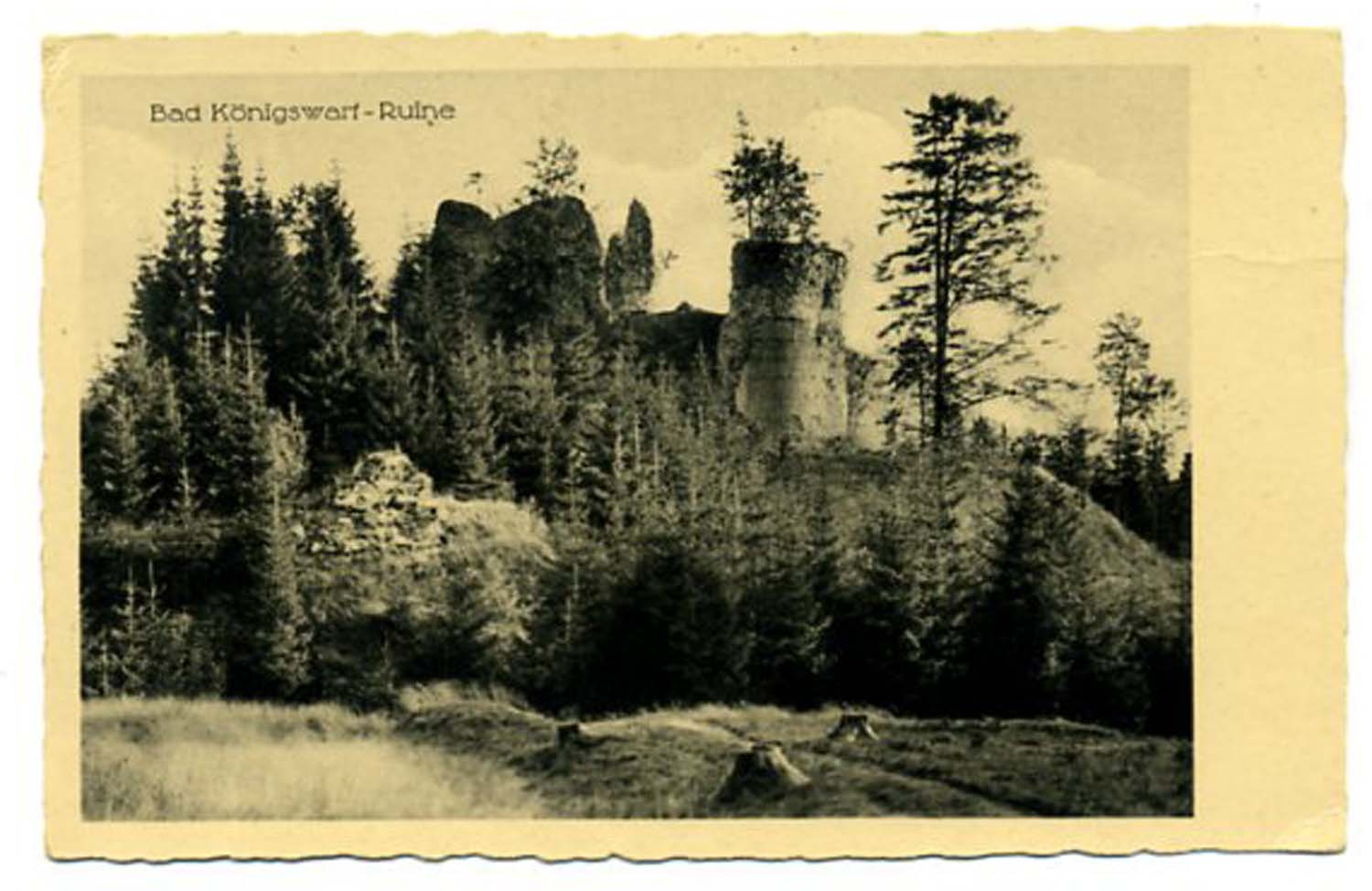
Burgruine Königswart auf einer Postkarte um 1910

## Geographie

### Geographische Lage
Die Stadt liegt in Westböhmen am Westhang des Slavkovský les (Kaiserwald), dessen höchste Erhebungen, der 983 m hohe Lesný (Judenhau) und die 982 m hohe Lysina (Glatze), sich in unmittelbarer Nähe der Stadt befinden.
Herausragender Teil der Stadt ist das Kurgebiet, dessen Grundlage die natürlichen Mineralquellen und Moorgebiete bilden.

### Stadtgliederung
Lázně Kynžvart besteht aus den Ortsteilen und Katastralbezirken Lázně Kynžvart (Bad Königswart) und Lazy (Perlsberg). Grundsiedlungseinheiten sind Lázně Kynžvart, Lazy und Zámek Kynžvart (Schloss Königswart). Zu Lázně Kynžvart gehört außerdem die Ansiedlung Lískovec (Haselhof).

## Geschichte

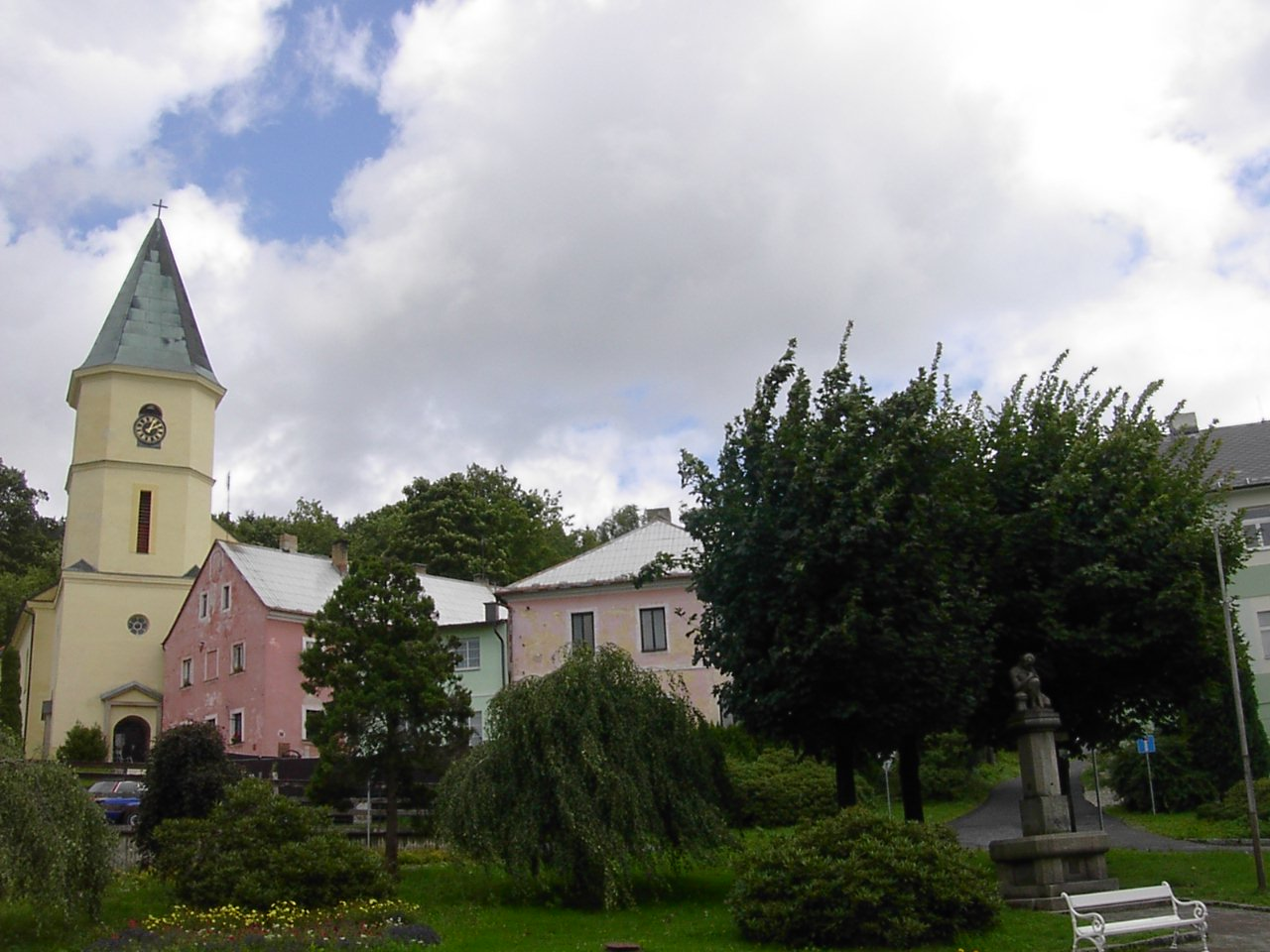
Margaretenkirche

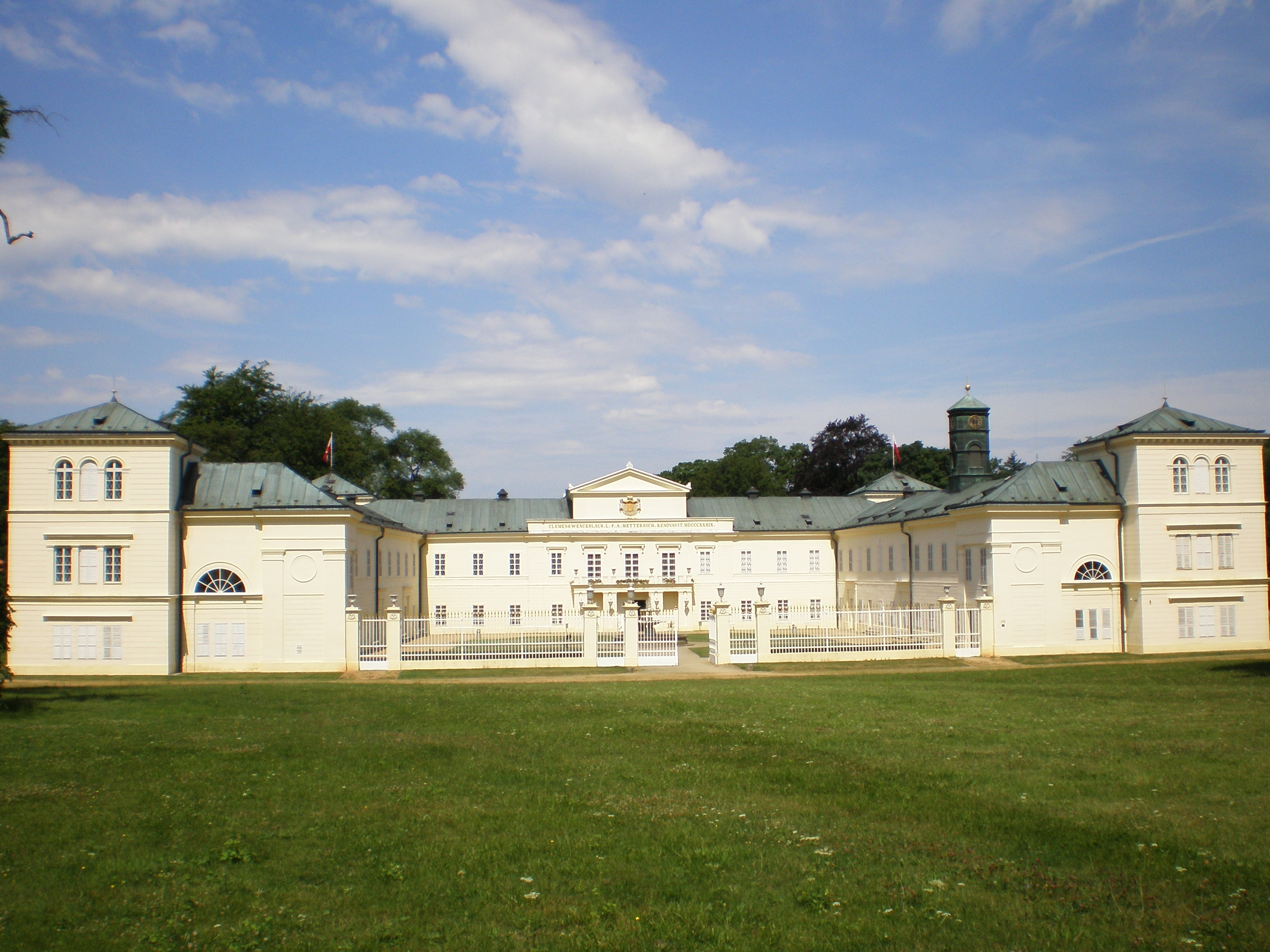
Schloss Königswart

Die erste schriftliche Erwähnung der Burg stammt aus dem Jahr 972, als Kaiser Otto I. eine befestigte Anlage und ein ausgedehntes Gelände dem Bischof Wolfgang von Regensburg übergab.
König Přemysl Ottokar II. ließ im 13. Jahrhundert eine Burg Kunigeswart neu erbauen. 1387 kaufte Heinrich IX. von Plauen die Herrschaft Königswart von den Landgrafen Johann und Albrecht von Leuchtenberg. Bereits 1392 befand sich die Herrschaft im Pfandbesitz des Edlen Boresch (Borso) von Riesenburg, der sie seinerseits an die Gebrüder Hückler, reiche Bürger aus Eger, weiter verpfändete. Ungefähr ab 1400 befand sich die Herrschaft dann wieder im Besitz von Heinrich IX. von Plauen, der sie an seine Nachkommen vererbte.
Während der Zeit der Hussitenkriege wurde die Herrschaft mehrmals verheert, u. a. 1430, als die Hussiten auch Plauen zerstörten.
Als Margarethe von Plauen, eine Tochter Heinrichs I. von Plauen, Burggrafen von Meissen, Hynek Kruschina von Schwamberg heiratete, erhielt sie die Herrschaft Königswart als Mitgift. Um 1440 kam es mit ihrem Bruder Heinrich II. um Königswart zum Streit. 1448 erhielt der Ort das Marktrecht. Nach dem Tod Margarethes fiel die Herrschaft nach 1464 offensichtlich an die Plauener zurück, denn 1506 wurde Heinrich III. gewaltsam von den Brüdern von Gutenstein aus der Herrschaft Königswart vertrieben.
Ihnen folgten die Pflugk zu Rabenstein. Nach der Vertreibung der Rabensteiner infolge der Niederlage der Protestanten im Schmalkaldischen Krieg und dem blutigen Landtag von Prag im Jahr 1547 fiel die Herrschaft an die Herren von Zedtwitz und Liebenstein. Dieses fränkisch-böhmische Geschlecht ließ unterhalb vom Ort Königswart am Ende des 16. Jahrhunderts ein Renaissancefort, das spätere Renaissanceschloss Kynžvart errichten. Nach der Schlacht am Weißen Berg im Jahr 1620 wurde die Herrschaft konfisziert. Zwischen 1623 und 1631 erwarben die Metternichs die Herrschaft Königswart, die bis 1945 im Besitz der Familie blieb.
Gegen Ende des Dreißigjährigen Krieges litt der Ort schwer unter den Kämpfen zwischen Schweden und Kaiserlichen um die nahegelegene böhmische Grenzfestung Eger. Im Oktober 1647 eroberte der Pilsener Kommandant Jan van der Croon die von den Schweden besetzte Schanze bei Königswart. Über den Winter besetzten seine Männer die Umgebung, um die schwedische Besatzung von Eger einzuschließen und auszuhungern. 1648 verheerten schwedische Söldner die Herrschaft, unter anderem zerstörten sie auf dem 821 Meter hohen Schlossberg oberhalb des Ortes die alte Burg der Plauener, die seitdem eine Ruine ist und deren Reste noch besichtigt werden können. Einer ihrer Besucher war auch Johann Wolfgang von Goethe.
Ab der Mitte des 19. Jahrhunderts bildete Bad Königswasser eine Gemeinde im Gerichtsbezirk Bad Königswart, wobei die Stadt Sitz des Gerichtsbezirks war.
Nach dem Ersten Weltkrieg wurde Bad Königswart der neu geschaffenen Tschechoslowakei zugeschlagen.
Aufgrund des Münchner Abkommens kam der Ort 1938 an das Deutsche Reich und gehörte bis 1945 zum Landkreis Marienbad, Regierungsbezirk Eger, im Reichsgau Sudetenland. 1945 wurde die deutsche Bevölkerung unter Berufung auf die Beneš-Dekrete enteignet und vertrieben.

## Einwohnerentwicklung
Bis 1945 war Bad Königswart überwiegend von Deutschböhmen besiedelt, die vertrieben wurden.
| Jahr | Einwohner | Anmerkungen                                                            |
| ---- | --------- | ---------------------------------------------------------------------- |
| 1785 | k. A.     | 177 Häuser                                                             |
| 1830 | 1540      | in 218 Häusern                                                         |
| 1847 | 1669      | in 209 Häusern, davon 24 Häuser von 46 israelitischen Familien bewohnt |
| 1900 | 2039      | deutsche Einwohner                                                     |
| 1921 | 1861      | davon 1752 deutsche Einwohner                                          |
| 1930 | 1858      | [ 12 ]                                                                 |
| 1939 | 1771      | [ 12 ]                                                                 |

| Jahr      | 1970 | 1980 | 1991 | 2001 | 2003 |
| --------- | ---- | ---- | ---- | ---- | ---- |
| Einwohner | 1368 | 1468 | 1655 | 1620 | 1647 |

## Politik

### Städtepartnerschaften
Die Partnerstadt von Bad Königswart ist Bad Bocklet (Deutschland).

## Kultur und Sehenswürdigkeiten

### Bauwerke
- Schloss Königswart im Stil des Wiener Klassizismus.
- Die Pfarrkirche (Hl. Margareta), wurde 1372 erstmals erwähnt, sie wurde 1509 und in der zweiten Hälfte des 19. Jahrhunderts umgebaut. Vor der Kirche steht die Statue des Johannes von Nepomuk.
- Nationales Kulturdenkmal Dlouhá stoka (deutsch Flossgraben, übersetzt Langer Kanal).
- Am Markt befindet sich eine Mariensäule.

### Grünflächen und Naherholung
- Naturschutzgebiet Holina am Südhang des Kaiserwaldes.

### Regelmäßige Veranstaltungen
- Jährliche Segnung der Mineralquellen, verbunden mit einem großen Kinderfest im Juni.
- St. Margaretha Kirmes im Juli.

## Wirtschaft und Infrastruktur

### Heilbad
Heilwasser wurde zum ersten Mal 1454 erwähnt, die Geschichte des Kurortes reicht aber weiter zurück. Die Badehäuser errichtete man Mitte des 19. Jahrhunderts. Anwendung fanden kohlensäure- und eisenhaltige Trinkquellen, Kohlensäure-, Moor- und Eisenbäder. Die Viktorsquelle gilt als eine der stärksten Eisenquellen in Mitteleuropa. Indikationen waren Rheuma, Frauen- und Nervenkrankheiten und Bluterkrankungen.
Bis zum Jahr 1950 kamen fast 100 Jahre lang nur Erwachsene zur Kur. Seitdem sind die Kureinrichtungen für junge Patienten bestimmt, die an Erkrankungen der oberen Atemwege und an Hauterkrankungen leiden.

### Verkehr
Die Stadt liegt an der Bahnstrecke Plzeň–Cheb.

## Söhne und Töchter des Ortes
- Johann Nepomuk Stephan von Sacher (1759–1836), Beamter
- Adolf Schmidl (1802–1863), Topograf, Geograph, Höhlenforscher und Schriftsteller
- Edmund Kohn (1863–1929), Gynäkologe und Philanthrop
- Reinmar Fürst (1910–1991), Wirtschaftswissenschaftler
- Rudolf Kroboth (1920–1986), DDR-Fernsehkoch
- Franz Brandl (1926–2008), Bergmann